# Tiergarten Schönbrunn
Tiergarten Schönbrunn lub Zoo Vienna – ogród zoologiczny położony w Wiedniu, przy Maxingstraße 13b, na terenie Parku Schönbrunn, na południowy zachód od zespołu pałacowego, w sąsiedztwie Palmiarni. Najstarszy działający ogród zoologiczny świata. Ogród wraz z całym kompleksem pałacu i ogrodów Schönbrunn w 1996 wpisano na listę światowego dziedzictwa UNESCO.
Zoo w Wiedniu należy do Europejskiego Stowarzyszenia Ogrodów Zoologicznych i Akwariów. Działalność zoo sponsorowana jest przez władze Austrii oraz spółkę Schönbrunner Tiergarten GmbH.
W 2007 w Tiergarten Schönbrunn odnotowano pierwsze naturalne narodziny pandy wielkiej w Europie w warunkach wiwaryjnych.

## Historia
Zoo otwarto dla publiczności jako cesarską menażerię 31 lipca 1752. Zajmuje powierzchnię 17 ha. Punktem centralnym Tiergarten Schönbrunn jest zabytkowy ośmioboczny barokowy pawilon Kaiserpavillion o wysokich oknach.
W 1900 w zoo urodził się pierwszy w Europie słoń indyjski. W 1828 wybudowano pawilon dla żyraf.
Cesarz Franciszek Józef I osobiście interesował się menażerią i spacerował po niej często z licznymi wnukami. W czasach republiki zoolog Otto Antonius zmodernizował większość urządzeń i zaprezentował różne gatunki i odmiany geograficzne zebr, antylop, ssaków mięsożernych i ptaków.
Obecnie zoo zajmuje się także ochroną zwierząt (poprzez specjalne programy hodowlane) i prowadzi działania edukacyjne. Do atrakcji zoo należy pawilon z lasem deszczowym, część prezentująca zwierzęta Ameryki Południowej, a także tzw. orang-eria (pawilon orangutanów). W 2010 dla odwiedzających otwarto ścieżkę obcowania z naturą.
Wśród obecnie prezentowanych zwierząt są m.in. pandy wielkie, słonie afrykańskie, niedźwiedzie polarne, gepardy, torbacze koala oraz pingwiny cesarskie.

## Galeria

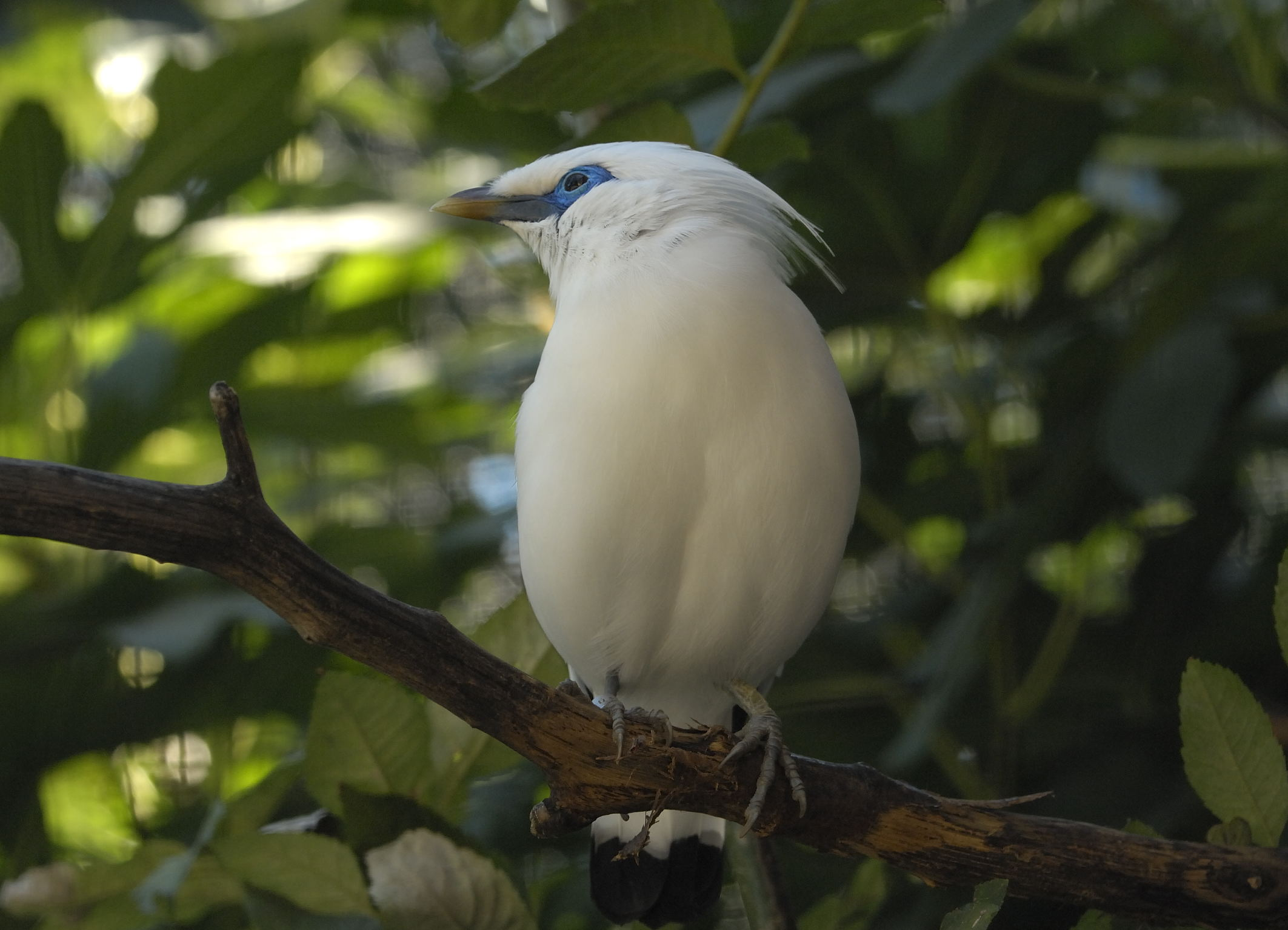
Szpak balijski
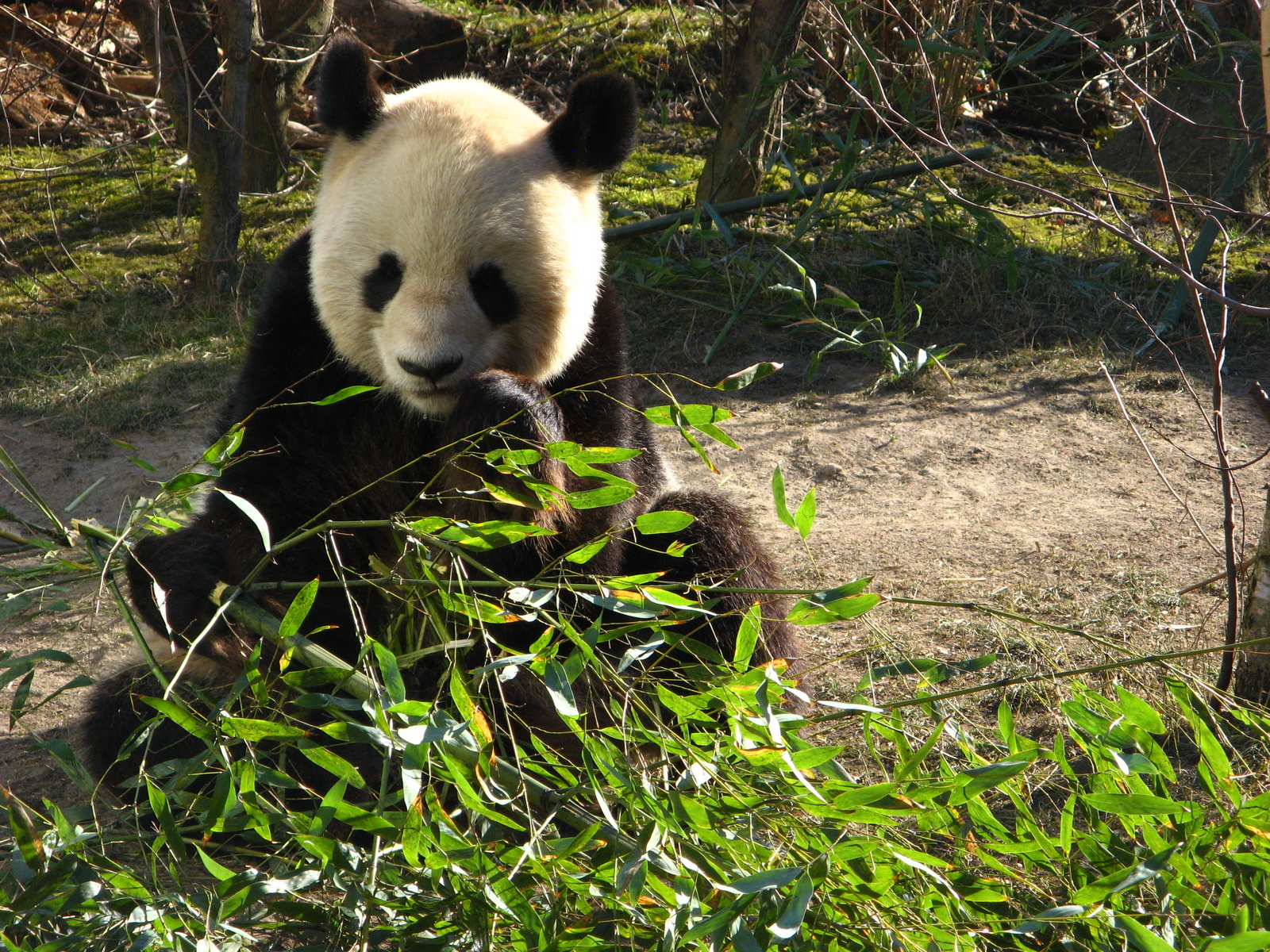
Panda wielka
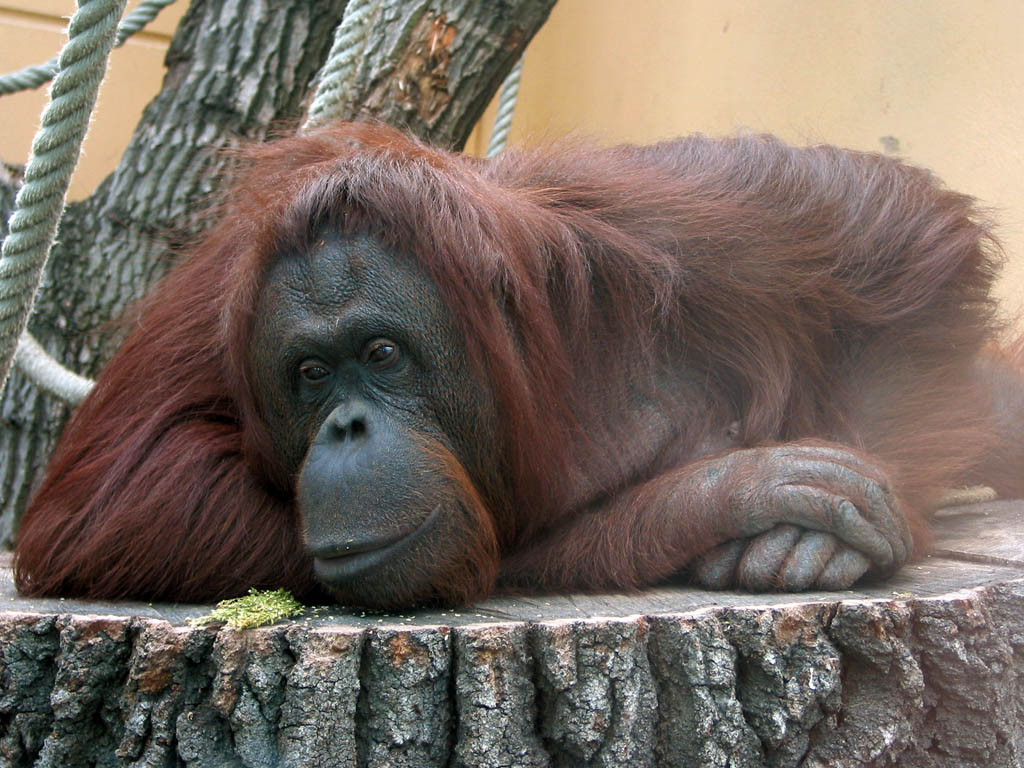
Orangutan
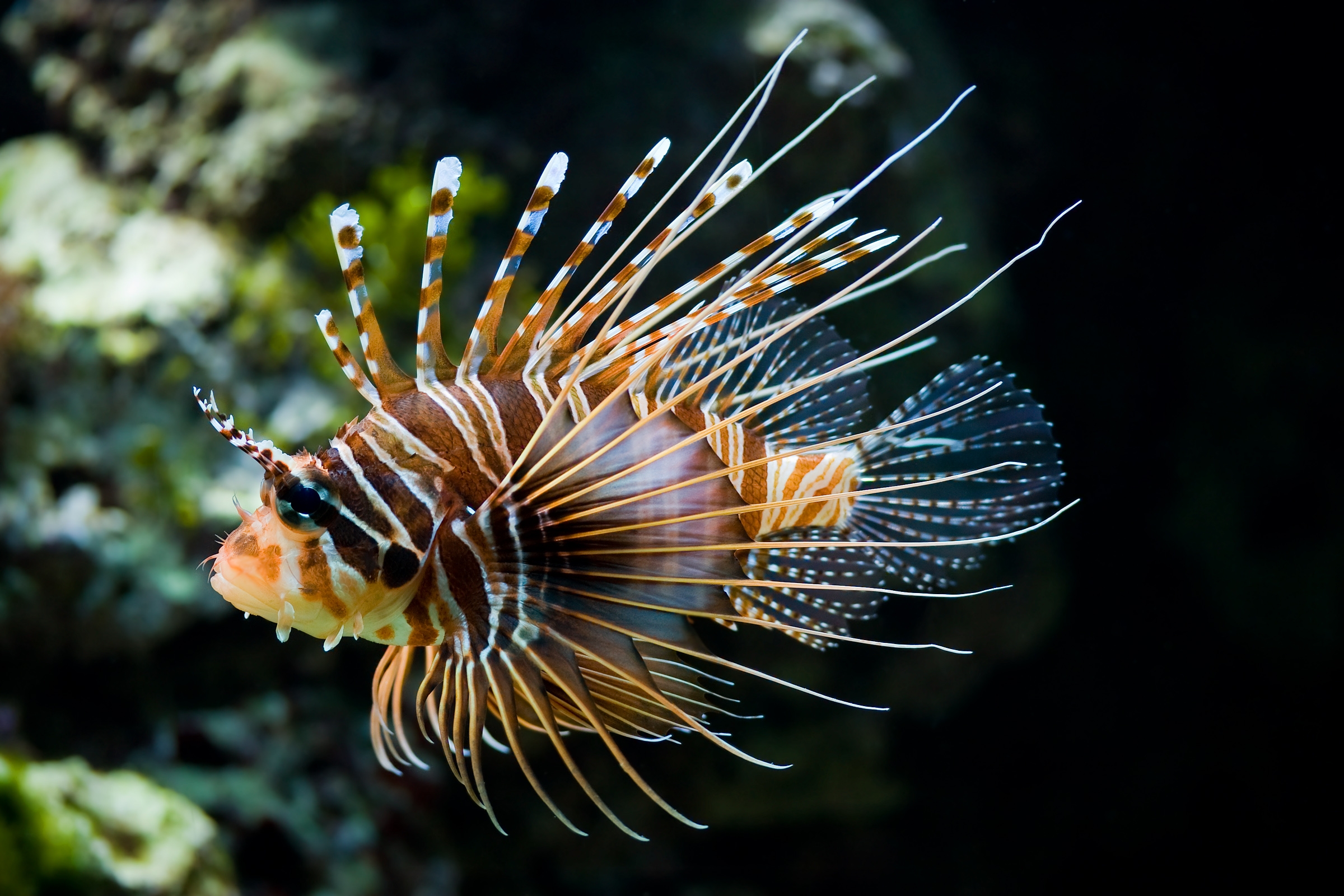
Ognica rogata
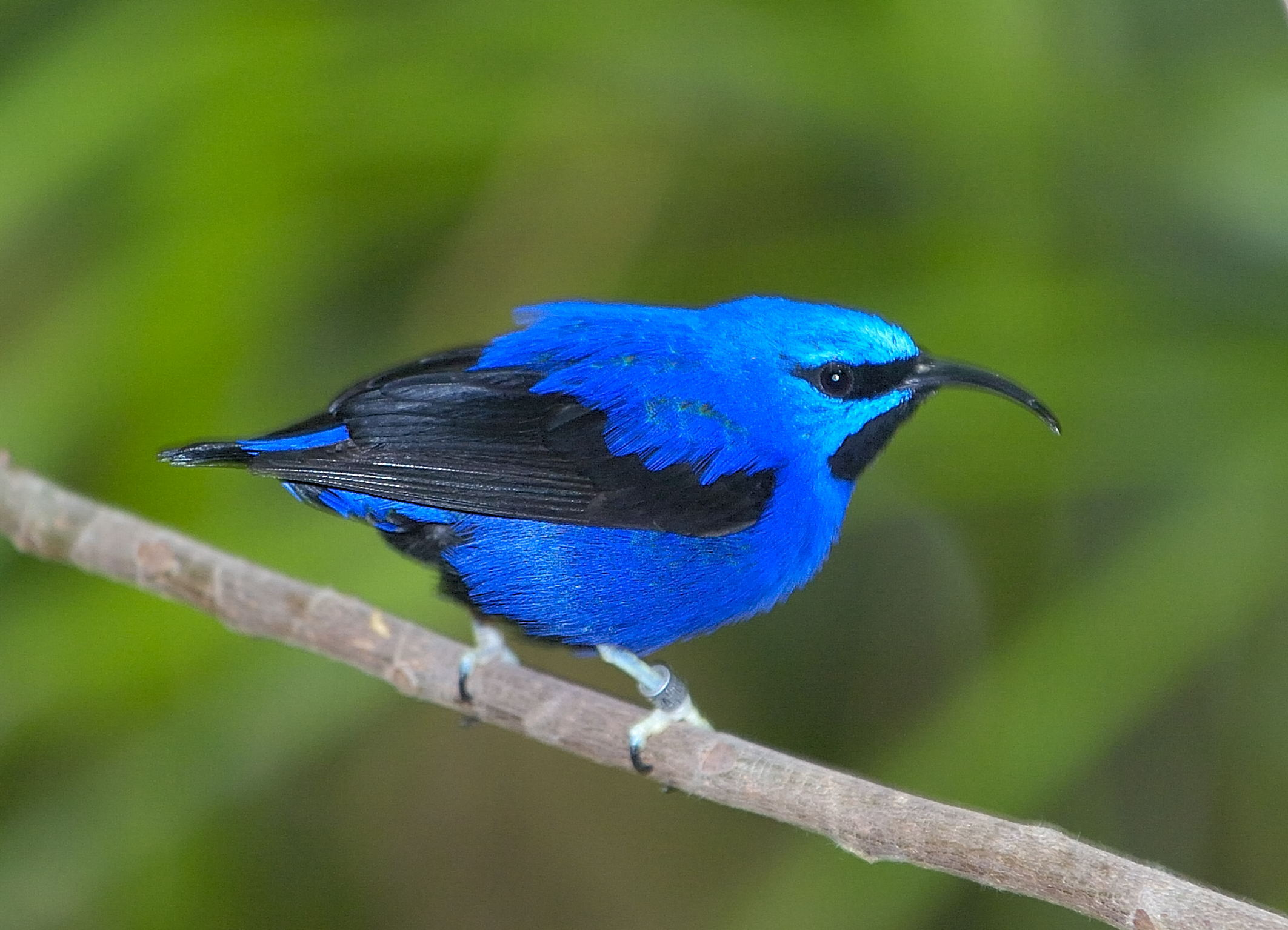
Błękitniczek purpurowy
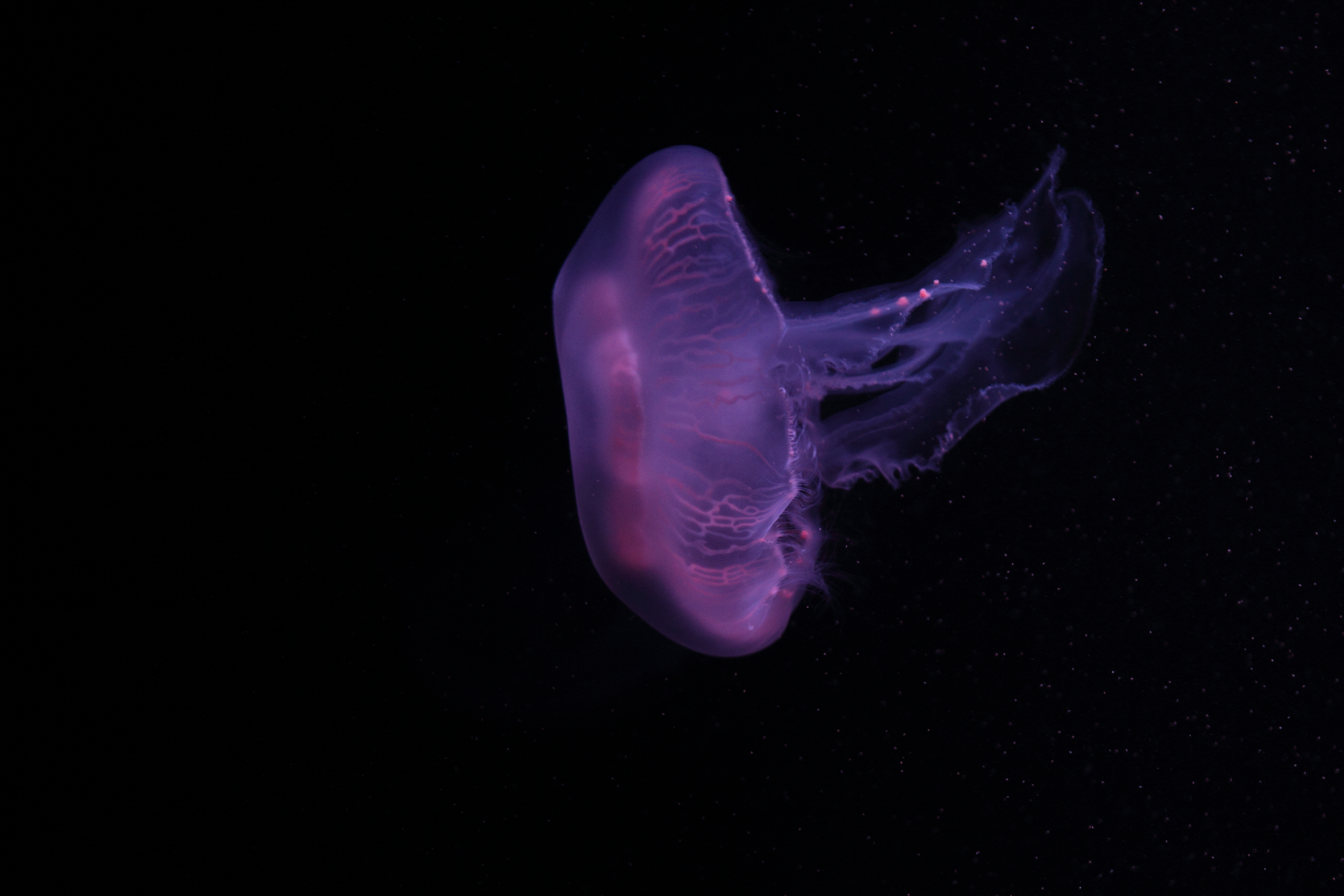
Chełbia modra